# Кросно Оджањскје
Кросно Оджањскје (пољ. Krosno Odrzańskie) је град у Пољској у Војводству Лубушком у Повјату krośnieński. Према попису становништва из 2011. у граду је живело 12.108 становника.

## Становништво
Према прелиминарним подацима са пописа, у граду је 2011. живело 12.108 становника.
| 2002.  | 2011.  | 2012.  |
| ------ | ------ | ------ |
| 12.513 | 12.108 | 12.038 |

## Партнерски градови
- Шварцхајде
- Бремерверде
- Eemsmond